# Når dyrene drømmer
Når dyrene drømmer ("när djuren drömmer") är en dansk film från 2014 i regi av Jonas Alexander Arnby, med Sonia Suhl, Lars Mikkelsen och Sonja Richter i huvudrollerna. Den utspelar sig på en ö utanför Jyllands västkust och handlar om en 16-årig flicka som upptäcker att hon är en varulv. Filmen blandar genredrag från den skandinaviska uppväxtskildringen med skräckfilm.
Filmen fick 8,2 miljoner danska kronor i produktionsstöd från Danska filminstitutet. Inspelningen började i september 2013. Filmen hade premiär 15 maj i Kritikerveckan vid filmfestivalen i Cannes 2014. Den danska premiären ägde rum 12 juni 2014.

## Medverkande
- Sonia Suhl som Marie
- Lars Mikkelsen som Thor
- Sonja Richter som mor
- Benjamin Boe Rasmussen som Ib
- Mads Riisom som Felix
- Esben Dahlgaard som Bjarne
- Jakob Oftebro som Daniel

## Mottagande
Allan Hunter skrev för Screen Daily att filmen "verkar i den mer uppriktiga, sofistikerade änden av skräckgenrens skala". Han jämförde med Nosferatu och Låt den rätte komma in, och skrev: "Det är en film med den ambitionsnivån och även om den inte kommer i närheten av Murnaus och Tomas Alfredsons verk är den desto mer imponerande för att den sätter siktet så högt".